# Artemidoros
Artemidoros Aniketos (Tiếng Hy Lạp: Ἀρτεμίδωρος ὁ Ἀνίκητος, nghĩa là Người bất khả chiến bại) là một vị vua đã cai trị ở khu vực Gandhara và Pushkalavati, ngày nay thuộc phía bắc Pakistan và Afghanistan.

## Một người con của Maues
Artemidoros có một cái tên Hy Lạp và theo truyền thống được xem như là một vị vua Ấn-Hy Lạp. Những đồng tiền còn lại của ông thường có chân dung của các vị thần Hy Lạp cùng Artemidoros, vốn là phong cách điển hình trên các tiền xu của những vị vua Ấn-Hy Lạp, nhưng trên một đồng xu được mô tả bởi nhà nghiên cứu tiền xu RC Senior, Artemidoros được tuyên bố là con trai của vua Ấn-Scythia, Maues. Đồng xu này không chỉ cho phép xác định niên đại gần hơn của Artemidoros, nó cũng làm sáng tỏ thêm về sự đồng hóa dân tộc thoáng qua trong giai đoạn suy tàn của vương quốc Ấn-Hy Lạp.
Trong khi Maues là 'Vua của các vị vua', thì Artemidoros chỉ tự coi mình là vua, điều này đã chỉ ra rằng ông chỉ cai trị một phần nhỏ trong lãnh địa của cha ông. Ông có thể đã là đối thủ hoặc cai trị song song với các vị vua khác như Menander II, người đã có tiền xu được tìm thấy bên cạnh tiền xu của ông, và Apollodotos II.
Bopearachchi đã đề xuất niên đại của ông vào khoảng năm 85-80 trước Công nguyên, nhưng là trước khi phát hiện những đồng tiền xu của Maues. Senior xác định niên đại rộng hơn, khoảng từ năm 100-80 trước Công nguyên, vì ông xác định niên đại của Maues sớm hơn.
| Tiền triều: Maues | Vua Ấn-Hy Lạp (Punjab) (khoảng năm 80 TCN) | Kế tục: Apollodotos II |